# Васин, Денис Юрьевич
Денис Юрьевич Васин (род. 12 сентября 1979, Николаев) — украинский футболист, полузащитник.

## Игровая карьера
Выпускник СДЮШОР «Торпедо» (Николаев). Начинал играть в любительской команде «Гидролизник» (Ольшанское) 1995/97, обладатель Кубка области 1996 года.
В 1997 году дебютировал в составе главной команды области СК «Николаев». Первый матч — 22 мая 1997 года СК «Николаев» — «Заря» (Луганск) — 3:0. В следующем году сыграл за николаевскую команду девять матчей высшей лиге чемпионата Украины. Дебют в «вышке» состоялся в день девятнадцатилетия Дениса — 12 сентября 1998 года «Таврия» (Симферополь) — СК «Николаев» — 2:0. Не сумев закрепиться в основном составе «корабелов», Васин продолжил карьеру в командах «Полесье» (Житомир), «Реутов» (Россия), «Черкассы».
В 2003 году переходит в симферопольскую «Таврию». Проведя в команде высшей лиги целый год, выходил на поле всего дважды, в основном оставаясь на скамейке запасных.
В 2004 году вместе с ещё одним николаевцем Сергеем Козловым играл в команде высшей лиги чемпионата Белоруссии «Неман» (Гродно).
В 2005—2007 гг. играл в составе «Динамо-ИгроСервис». В 2007 году вернулся в МФК «Николаев», где сыграв 46 матчей, довёл этот показатель суммарно до 81. Забил 4 гола.
С 2010 года выступал за любительские коллективы «Таврия» (Новотроицкое), «Колос» (Хлебодаровка).